# Nova Redenção
Nova Redenção är en kommun i Brasilien.   Den ligger i delstaten Bahia, i den östra delen av landet, 800 km öster om huvudstaden Brasília. Antalet invånare är 8 034.
Omgivningarna runt Nova Redenção är huvudsakligen savann. Runt Nova Redenção är det glesbefolkat, med 11 invånare per kvadratkilometer.